# 遺產行動 (英國)
遺產行動（英語︰Operation Legacy）是英國殖民地部与外交部的一項計劃，旨在銷毀或隱藏大英帝國時期的殖民地相關文件，以防止它們被新獨立的前殖民地繼承及發現。

## 簡介
英國軍情五處的特工審查了殖民政府的所有秘密文件，以找出那些可能使英國政府難堪的文件，例如表現出種族或宗教偏見的文件。他們在1950年代和1960年代期間從至少23個國家和地區，將8,800份文件銷毀或送到英國。銷毀文件的方法主要是放火燒銷或傾倒到海裡。當中一些文件詳細說明了對殖民政府對反對者所使用的酷刑，例如在茂茂起義期間的英軍暴行。
隨著非殖民化進程的持續推進，英國官員急於避免重蹈1947年在新德里公開焚燒殖民文件所造成的尷尬局面，那時印度的新聞對此進行廣泛的報導。